# Pseudobagrus hoi
Pseudobagrus hoi är en fiskart som först beskrevs av Pellegrin och Fang, 1940 och som är känd från Foochow i Kina. Pseudobagrus hoi ingår i släktet Pseudobagrus och familjen Bagridae. Inga underarter finns listade i Catalogue of Life.
FishBase listar arten i släktet Tachysurus.
Arten lever i vattendrag och insjöar med sötvatten i den demersala zonen.